# مشکین‌گربه بزرگ جنگلی
مشکین‌گربه بزرگ جنگلی (نام علمی: Genetta victoriae) نام یک گونه از سرده مشکین‌گربه است.